# کاج‌ماهیان
کاج‌ماهیان (نام علمی: Monocentridae) نام یک تیره از راسته سنجاب‌ماهی‌سانان است.